# Гашпер Врховец
Гашпер Врховец (нар. 18 липня 1988 року, Любляна) — словенський футзаліст.

## Кар'єра

### Клубна
Він починав грати у футбол, поки не перейшов у футзал у віці 16 років. Він дебютував у першій команді Литії в сезоні 2005-06.

### Національна
20 жовтня 2007 року він дебютував у складі національної збірної Словенії з футзалу в матчі Гран-Прі 2007, який завершився внічию 2:2 проти Узбекистану. Кілька місяців по тому він був включений до заявки на Чемпіонат Європи з футзалу серед молодіжних збірних 2008 року, де збірна Словенії вилетіла в груповому етапі.
Станом на 2023 рік провів за збірну 90 матчів, у яких забив 45 голів. Виступав на чемпіонатах Європи 2014, 2016, 2018 та 2022 років.